# Acanthodelta imperatrix
Acanthodelta imperatrix är en fjärilsart som beskrevs av Saalmüller 1881. Acanthodelta imperatrix ingår i släktet Acanthodelta och familjen nattflyn. Inga underarter finns listade i Catalogue of Life.